# Svjetski panteistički pokret
Svjetski panteistički pokret (WPM, engl. World Pantheist Movement) najveća je svjetska organizacija ljudi povezanih s panteizmom, filozofijom koja tvrdi da bi središte duhovnosti trebala biti priroda. WPM promiče striktni naturalistički panteizam bez vjerovanja u bilo kakva nadnaravna bića, svjetove ili sile.
WPM je izrastao iz poštanske liste koju je pokrenuo Paul Harrison 1997. godine, proizašavši iz njegova mrežnog mjesta Znanstvenog panteizma (engl. Scientific Pantheism). Početna skupina od 15 dobrovoljaca izradila je zajedničku izjavu o dogovorenim vjerovanjima (Panteistički kredo). WPM je službeno otvoren za članstvo od prosinca 1999. godine.

## Vjerovanja i prakse
Službeni pogledi Svjetskog panteističkog pokreta popisani su u devet točaka "Izjave o vjerovanju" (vidi vanjske poveznice).
One su sažete kako slijedi:
- cijenjenje, strahopoštovanje, radoznalost i osjećaj jedinstva s Prirodom i širim Svemirom;
- poštovanje i aktivna skrb za prava svih ljudi i ostalih živih bića;
- slavljenje naših života u našim tijelima na ovoj prekrasnoj Zemlji kao radosti i povlastice;
- realizam - prihvaćanje da vanjski svijet postoji neovisno o ljudskoj svijesti ili percepciji;
- jaki naturalizam - bez vjerovanja u nadnaravne svjetove, živote poslije smrti, bića ili sile;
- poštovanje razuma, dokaza i znanstvene metode kao naših najboljih načina razumijevanja prirode i svemira;
- promicanje religijske tolerancije, slobode religije i potpune odvojenosti religije od države.

WPM podupire radoznalost i strahopoštovanje prema ljepoti i misteriju svemira te potiče puni raspon pozitivnih emocionalnih odgovora prema životu. WPM promiče etičke principe poput poštovanja prava ljudi i ostalih živih bića, nediskriminaciju, pravdu i mir.
Poštuje znanstvenu metodu kao najpouzdaniji pristup čovječanstva u produbljivanju njegova razumijevanja prirode uz istodobno prihvaćanje da je znanost beskonačna potraga i da su neke tehnologije stvorile ogromne društvene i ekološke probleme. Prihvaća činjenicu da postoje odgovori na koje znanost možda nikad neće odgovoriti, poput pitanja zašto sve postoji umjesto da ne postoji ništa. Nikako ne prihvaća ideje kao što su one o odvojenoj duši zasebnoj od tijela ili o preživljavanju svijesti poslije smrti, već vjeruje da ljudi postižu oblik besmrtnosti putem neprestanih učinaka svojih djela, stvari koje stvaraju, tuđih sjećanja, naslijeđa svojih gena i recikliranjem svojih elemenata u prirodi.
Ne propisuje nikakav zaseban skup religijskih praksa, već to prepušta pojedincima. Panteistička aktivnost ne smatra se nekakvim ritualom koji se mora obdržavati radi udovoljavanja bogovima i duhovima ili radi pridržavanja pravila propisanih svetim pismom, već se umjesto toga smatra izrazom pojedinca o njegovim dubokim osjećajima prema Prirodi i širem Svemiru. Među članovima i prijateljima WPM-a najčešće su prakse meditacija i blisko, dnevno motrenje prirode. Objema praksama ponekad se pridružuje uporaba prirodnih predmeta poput oblutaka, školjaka, kore, itd. Otprilike četvrtina članova WPM-a ističe da rabi neki oblik paganskih proslava, no to se obično čini radi samoizražavanja i zabave, a nikako ne zbog doslovnog vjerovanja u paganske teologije.
Članovi i prijatelji mogu se susretati u malim skupinama čiji oblik varira. Skupine mogu raspravljati o općenitim idejama; razmatrati i raspravljati o knjigama ili filmovima (često vezanima s prirodom), dijeliti osobna iskustva, otići na izlaske u prirodu ili sudjelovati u projektima zaštite prirode ili drugim oblicima društvenih služba.
Smatrajući recikliranje čovječjih elemenata u tlu, vodi i atmosferi glavnim elementom čovječje "besmrtnosti", WPM podupire pristup "prirodne smrti". U tom se smislu pokušava elemente vratiti u prirodni ciklus na najbrži i najodgovorniji mogući način kao što je pokop u biorazgradivu spremniku u tlu nalik onomu u prirodnom rezervatu.

## Organizacija i aktivnosti
WPM-om upravlja odbor od 13 direktora. Najvažnije oblike aktivnosti čine:
- Stranica na Facebooku s preko 19.000 članova.[3]
- Bogata svojstvena društvena mreža s preko 3.000 članova sa širokim rasponom rasprava i interesnih skupina, te 34 mjesnih forumskih skupina.[4]
- Njihova periodika Pan[5] koja istražuje mogućnosti naturalističke duhovnosti kroz širok raspon polja.
- Spašavanje zemlje radi upravljanja njome u interesu izvorne divljine, s pomoću izravnog pokroviteljstva organizacija za zaštitu, skupina za pozivanje članova, te panteističke sheme rezervata divljine. Do sada je spašeno 1,2 km2.
- Malena skupina Folding@home koja je pridonijela s 204 radnih jedinica.[6]
- Pridružena skupina SETI@home koja je prikupila 2,138.435 kredita.[7]

Simbol Svjetskog panteističkog pokreta jest spirala koja se može vidjeti u krivuljama nautilusne ljušture ili u spiralnim kracima galaktike, a pokazuje poveznicu između kozmičkog fizičkog (tisuća svjetlosnih godina) i biološkog. Ponekad se rabi samo nautilusna spirala koja sjedinjuje Fibonaccijev niz i zlatni rez.

## Raznolikost vjerovanja
WPM ima politiku prihvaćanja raznolikosti jezika i metoda proslave među svojim članovima - slijedeći velike ankete o sklonostima posjetitelja svojeg mrežnog mjesta - pri čemu općenito izbjegava izričit teistički ili religijski jezik u svojoj službenoj literaturi. Neki se članovi smatraju ateistima dok drugi imaju agnostičke stavove. Neki članovi rabe teistički rječnik, no ne vjeruju u misaona boga stvoritelja i jednostavno rabe riječ "Bog" u opisivanju svojih osjećaja cijenjenja prema Prirodi i širem Svemiru. Neki članovi, iako prihvaćaju osnovna naturalistička vjerovanja WPM-a, rado ih spajaju sa simbolima i ceremonijama iz drugih tradicija, najčešće paganizma, filozofskog taoizma i budizma.
WPM se ne upliće i ne promiče nikakav specifičan osobni izbor koji se tiče seksualnosti ili uporabe rekreativnih ili psihotropnih droga. Slično tomu, članovi imaju raznolike poglede o vegetarijanizmu, lovu, nenasilju i mnogim drugim političkim, društvenim i tehnološkim pitanjima. Sva su ova pitanja prepuštena članovima u njihovu razumijevanju naturalističkog panteističkog morala i Izjave o vjerovanju.

## Odnos s ostalim panteističkim organizacijama
Paul Harrison, osnivač Svjetskog panteističkog pokreta, bio je potpredsjednik Univerzalnog panteističkog društva (UPS, engl. Universal Pantheist Society) sredinom 1990-ih, no podnio je ostavku nakon što je postao skeptičan o mogućnosti promicanja "generičkog" panteizma s obzirom na vrlo široko mnoštvo vjerovanja kojih se pridržavaju razne vrste panteista (specifično, onih s naturalističkim vjerovanjima i onih s dualističkim ili idealističkim vjerovanjima). WPM je od tada stekao članstvo prilično veće od UPS-a zajedno s većim krugom nečlanova koji sudjeluju na njegovu online forumu i stranicama na Facebooku.

## Više informacija
- naturalistički panteizam
- popis panteista

## Vanjske poveznice
- Svjetski panteistički pokret
- World izjava o vjerovanju Panteističkog pokreta
- stranica na Facebooku svjetskog panteizma
- društvena mreža svjetskog panteizma  Arhivirana inačica izvorne stranice od 17. ožujka 2013. (Wayback Machine)